# Patkaj
Patkaj - góry na pograniczu Indii i Mjanmy, w południowym przedłużeniu Himalajów. Najwyższym szczytem jest góra Sarametu (3826 m n.p.m.).